# رنگ‌های واقعی (ترانه سیندی لاپر)
«رنگ‌های واقعی» (انگلیسی: True Colors) ترانه‌ای از خواننده آمریکایی، سیندی لاپر است. متن ترانه توسط بیلی استاینبرگ و تام کلی نوشته شده است. این ترانه به عنوان نخستین تک‌آهنگ دومین آلبوم استودیویی لاپر با همین نام در اواسط سال ۱۹۸۶ منتشر شد. این ترانه به مدت دو هفته در صدر جدول بیلبورد هات ۱۰۰ ایالات متحده قرار گرفت و دومین و آخرین تک‌آهنگ لاپر بود که به صدر این جدول رسید. این آهنگ نامزد دریافت جایزه گرمی برای بهترین اجرای آواز پاپ زنانه شد.

## جدول‌های موسیقی
| جدول (۱۹۸۶–۱۹۸۷)                          | بالاترین جایگاه |
| ----------------------------------------- | --------------- |
| استرالیا (گزارش موسیقی کنت)               | ۳               |
| اتریش (او۳ تاپ ۴۰ اتریش)                  | ۱۲              |
| بلژیک (اولتراتاپ ۵۰ فلاندرز)              | ۴               |
| تک‌آهنگ‌های تاپ کانادا (آرپی‌ام)             | ۱               |
| بزرگسال معاصر کانادا (آرپی‌ام)             | ۱               |
| شیلی (جدول تک‌آهنگ‌های شیلی)                | ۱               |
| ۱۰۰ تک‌آهنگ داغ اروپایی (میوزیک اند میدیا) | ۶               |
| فنلاند (جدول‌های رسمی فنلاند)              | ۱۸              |
| فرانسه (اس‌ان‌ئی‌پی)                         | ۴۹              |
| ایرلند (ایرما)                            | ۶               |
| ایتالیا (موزیکا ئی دیسکی)                 | ۱۲              |
| هلند (۴۰ آهنگ برتر)                       | ۷               |
| هلند (۱۰۰ تک‌آهنگ برتر)                    | ۱۴              |
| مکزیکو هیت پاراد (آرپی‌ام)                 | ۵               |
| نیوزیلند (ریکوردد میوزیک ان‌زد)            | ۸               |
| نروژ (وی‌جی-لیستا)                         | ۱۰              |
| پرتغال (ای‌اف‌پی)                           | ۳               |
| آفریقای جنوبی (اسپرینگ‌باک)                | ۱۴              |
| سوئیس (شوایزر هیت‌پاراد)                   | ۱۷              |
| تک‌آهنگ‌های بریتانیا (اوسی‌سی)               | ۱۲              |
| بیلبورد هات ۱۰۰ ایالات متحده              | ۱               |
| بزرگسالان معاصر ایالات متحده (بیلبورد)    | ۵               |
| کش‌باکس تاپ ۱۰۰ ایالات متحده               | ۱               |
| آلمان غربی (جدول‌های رسمی آلمان)           | ۱۸              |
| زیمبابوه (زی‌آی‌ام‌ای)                       | ۷               |

| جدول (۲۰۰۸)       | بالاترین جایگاه |
| ----------------- | --------------- |
| نروژ (وی‌جی-لیستا) | ۱۷              |

| جدول (۲۰۱۲)    | بالاترین جایگاه |
| -------------- | --------------- |
| ژاپن (هات ۱۰۰) | ۶۱              |

| جدول (۱۹۸۶)                               | جایگاه |
| ----------------------------------------- | ------ |
| استرالیا (گزارش موسیقی کنت)               | ۱۹     |
| بلژیک (اولتراتاپ فلاندرز)                 | ۴۹     |
| تک‌آهنگ‌های تاپ کانادا (آرپی‌ام)             | ۱۹     |
| ۱۰۰ تک‌آهنگ داغ اروپایی (میوزیک اند میدیا) | ۷۸     |
| ایرلند (۳۰ تک‌آهنگ برتر)                   | ۲۲     |
| هلند (۴۰ آهنگ برتر)                       | ۵۸     |
| هلند (۱۰۰ آهنگ برتر)                      | ۶۸     |
| بیلبورد هات ۱۰۰ ایالات متحده              | ۴۱     |
| کش‌باکس تاپ ۱۰۰ ایالات متحده               | ۲۹     |

## گواهی‌نامه‌ها
| منطقه                                                                       | گواهی  | واحد گواهی‌شده/فروش |
| --------------------------------------------------------------------------- | ------ | ------------------ |
| کانادا (میوزیک کانادا)                                                      | طلا    | ۵۰٬۰۰۰^            |
| دانمارک (آی‌اف‌پی‌آی)                                                          | طلا    | ۴۵٬۰۰۰             |
| ایتالیا (اف‌آی‌ام‌آی) از ۲۰۰۹                                                  | طلا    | ۵۰٬۰۰۰             |
| اسپانیا (سازنده‌های موسیقی)                                                  | طلا    | ۳۰٬۰۰۰             |
| بریتانیا (بی‌پی‌آی) انتشار ۲۰۰۶                                               | طلا    | ۴۰۰٬۰۰۰            |
| ایالات متحده (آرآی‌ای‌ای)                                                     | پلاتین | ۱٬۰۰۰٬۰۰۰          |
| ^ رقم توزیع تنها بر پایهٔ گواهی‌ها. · رقم فروش+پخش جاری تنها بر پایهٔ گواهی‌ها. |        |                    |